# Амалия Хенриета фон Зайн-Витгенщайн-Берлебург
Амалия Хенриета фон Зайн-Витгенщайн-Берлебург (на немски: Amalia (Amalie) Henriette zu Sayn-Wittgenstein-Berleburg; * 14/24 февруари 1664; † 9 февруари 1733 в Меерхолц) е графиня от Зайн-Витгенщайн-Берлебург и чрез женитба графиня на Изенбург-Бюдинген в Меерхолц, основател на линията Изенбург-Бюдинген-Меерхолц.

## Произход
Тя е дъщеря на граф Георг Вилхелм фон Зайн-Витгенщайн-Берлебург (1636 – 1684) и първата му съпруга Амелия Маргерита де Ла Плац (1635 – 1669), дъщеря на маркиз Франсоа де Ла Плац, губернатор на Реес († 1666) и Анна Маргарета фон Бредероде († 1635).
Баща ѝ Георг Вилхелм се жени втори път на 13 ноември 1669 г. за графиня София Елизабет фон Вид (1651 – 1673) и трети път на 24 юни 1674 г. за графиня Шарлота Амалия фон Изенбург-Бюдинген-Офенбах (1651 – 1725). Сестра ѝ Албертина Мария (1663 – 1711) се омъжва на 1 юли 1685 г. за граф Фердинанд Максимилиан I фон Изенбург-Бюдинген-Вехтерсбах (1661 – 1703), брат на нейния съпруг Георг Албрехт фон Изенбург-Бюдинген.
Амалия Хенриета фон Зайн-Витгенщайн-Берлебург умира на 9 февруари 1733 г. в Меерхолц на 68 години и е погребана там.

## Фамилия
Амалия Хенриета фон Зайн-Витгенщайн-Берлебург се омъжва на 9 февруари 1733 г. в Меерхолц за граф Георг Албрехт фон Изенбург-Бюдинген (* 1 май 1664; † 11 февруари 1724), син на граф Йохан Ернст фон Изенбург-Бюдинген (1625 – 1673) и графиня Мария Шарлота фон Ербах-Ербах (1631 – 1693). Те имат шест деца:

- Шарлота Амалия (* 1 септември 1692; † 10 януари 1752), омъжена I. на 6 юли 1713 г. в Меерхолц за граф Ернст Карл фон Изенбург-Бюдинген-Мариенборн (1691 – 1717), II. на 22 май 1725 г. в Мариенборн при Линц за княз Волфганг Ернст I фон Изенбург-Бюдинген (1686 – 1754), син на граф Вилхелм Мориц I фон Изенбург-Бюдинген-Бирщайн
- Йохан Ернст (* 21 май 1695; † 16 август 1695)
- Георг Албрехт (* 15 април 1699; † 16 май 1701)
- Карл (* 27 ноември 1700; † 14 март 1774), граф на Изенбург и Бюдинген в Меерхолц (1724 – 1774), женен на 24 февруарп 1725 г. в Асенхайм за графиня Елеонора Елизабет Фридерика Юлиана фон Золмс-Рьоделхайм-Асенхайм (1703 – 1762), дъщеря на граф Лудвиг Хайнрих фон Золмс-Рьоделхайм-Асенхайм
- Ернст Вилхелм (* 1 декември 1701; † 29 януари 1702)
- Албертина Хенриета (* 4 юли 1703; † 26 септември 1746), омъжена на 5 септември 1727 г. в Меерхолц за граф Мориц Казимир I фон Бентхайм-Текленбург-Реда (1701 – 1768), син на граф Фридрих Мориц фон Бентхайм-Текленбург-Реда